# Rousseaceae
Rousseaceae es una familia de plantas del orden Asterales. 
La familia contiene tres o cuatro géneros con doce o trece especies. Se encuentran en el este de África, Nueva Guinea, Nueva Zelanda y Australia. Análisis moleculares sugieren que Abrophyllum, Cuttsia y Carpodetus están relacionados con Roussea, no en la familia Escalloniaceae.